# Carbonato de plata
El carbonato de plata es un compuesto químico con la fórmula Ag2CO3. Esta sal es de color amarillo, pero las muestras típicas son grisáceas debido a la presencia de plata elemental.

## Propiedades
Es poco soluble en agua, tal como la mayoría de los carbonatos de metales de transición. Al alcanzar su punto de fusión comienza a descomponerse liberando dióxido de carbono para formar óxido de plata, mientras que al alcanzar el punto de ebullición comienza a descomponerse liberando oxígeno para formar polvo de plata.

## Preparación
El carbonato de plata se puede preparar fácilmente mediante la combinación de las soluciones acuosas de carbonato de sodio y nitrato de plata.

## Usos
Algunos usos del carbonato de plata son:
- Como reactivo en síntesis orgánica, por ejemplo en la reacción de Koenigs-Knorr.

- Para convertir bromuros de alquilo en alcoholes.[3]

- Es usado en cerámica Raku para obtener hermosos colores.

- Los submarinos nucleares y la Estación Espacial Internacional lo usan para limpiar el aire de dióxido de carbono.

- Remover el cloro disuelto del agua.

- Agente biológico contra bacterias, levaduras y mohos en algunos cosméticos, pinturas, resinas, etc.

- Preparación de algunas películas para fotografía.

- Remover el exceso de iones hidrógeno en la sangre.

- Sensores de dióxido de carbono.

- Marcado láser en diamantes. Una pequeña capa de carbonato de plata es aplicada a la superficie del diamante antes de pasar el láser.

- Remover sulfuro de hidrógeno y mercaptanos de combustibles a base de hidrocarburos.

- Ingrediente activo en algunas cremas antibióticas de aplicación tópica (alrededor de 1% de carbonato de plata).

- Usado en algunos tratamientos dentales para prevenir caries.

- Usado en la manufactura de polímeros altamente conductores.